# Priopoda otaruensis
Priopoda otaruensis är en stekelart som först beskrevs av Tohru Uchida 1930.  Priopoda otaruensis ingår i släktet Priopoda och familjen brokparasitsteklar. Inga underarter finns listade i Catalogue of Life.